# Ture Persson
Per Fredrik Ture Persson (Kristianstad, 23 novembre 1892 – Bromma, 14 novembre 1956) è stato un velocista svedese.

## Palmarès
- Argento a Stoccolma 1912 nella staffetta 4×100 metri.